# Schwa
Das Schwa oder e-Schwa (zu unterscheiden vom a-Schwa [ɐ]) bezeichnet einen Laut, der auch mittlerer Zentralvokal genannt wird. Dieser befindet sich artikulatorisch und akustisch im Vokaltrapez im Zentrum zwischen den anderen Vokalen. Im Deutschen erscheint er nur in unbetonten Silben (z. B. bereit, viele) und wird mit dem Buchstaben <e> schriftlich dargestellt. Er wird nicht selten schwächer artikuliert als Vollvokale und kann deshalb gegebenenfalls auch ganz wegfallen (Elision), wie das im Deutschen und Hebräischen, aus dem das Wort Schwa stammt, der Fall ist.

## Verwendung
In vielen europäischen Sprachen erscheint das Schwa nur unbetont. Es gibt jedoch Ausnahmen wie das Albanische, Rumänische und viele slawische Sprachen:
- Albanisch [⁠ə⁠]: ë
  - Beispiele: është [ˈəʃtə] – ist; ëmbël [əmbəl] – süß, angenehm, freundlich
- Rumänisch [⁠ə⁠]: ă
  - Beispiele: măr [mər] - Apfel; (noi) lucrăm [luˈkrəm] - wir arbeiten
  - Das Rumänische ă ist ein Laut zwischen [⁠ə̠⁠] und [⁠ɜ̠⁠]
- Hebräisch (in dialektalen Aussprachen außerhalb Israels), siehe auch: Schwa (Hebräisch)
  - Beispiele: בְּרֵאשִׁית [bəreʃit]

- Im Deutschen wird in vielen unbetonten Silben ein Vokal Schwa gesprochen, zum Beispiel in viele [ˈfi:lə]. Umstritten ist, ob die Schwa-Laute (das hier thematisierte e-Schwa und auch das verwandte a-Schwa wie in Lehrer [ˈleːʀɐ]) im Deutschen Phonemstatus haben (vgl. hierzu Wiese 1986 und Staffeldt 2010 (s. u.)). In Reduktionssilben (wie gelegen) wird das Schwa häufig zugunsten eines als silbisch realisierten Folge-Konsonanten elidiert; beispielsweise wird Tafel gesprochen zu Tafl [ˈtaːfl̢] oder Dschungel [ˈd͡ʒʊŋəl] zu Dschungl [ˈd͡ʒʊŋl̩]. Obwohl es häufig vorkommt, wird das Schwa in der Orthographie des Deutschen nie als solches gekennzeichnet; weder mit einem eigenen Lautzeichen noch mit einem diakritischen Zeichen wie in der luxemburgischen Sprache.

- Im Kölschen und Ripuarisch-Limburgischen kommen folgende Varianten vor:
  - unbetonter Auslaut, zum Beispiel in poppe [ˈpɔpə], Lääve [ˈʟæːvə]
  - unbetonter Inlaut, zum Beispiel in pisselisch [ˈpizəlɪʃ]
  - unbetonter optionaler Inlaut, zum Beispiel in Kerresch [ˈkeʀːəʃ], Kersch [ˈkeʀːʃ]
  - unbetonter optionaler Anlaut, zum Beispiel in esu [əˈzu], su [ˈzu], [ˈzuː]
  - schwach betonter optionaler Anlaut, zum Beispiel in ene [ˈənə], ne [nə]
  - nebenbetonter Anlaut, zum Beispiel in ens [ˈəns], [ˈənːs], et [ˈət], enne [ˈənə]

- Im Englischen ist das Schwa der häufigste Vokal, da sämtliche einfachen und mehrfach zusammengesetzten Vokalgrapheme in unbetonten Silben diesen Lautwert annehmen können. Es ist in einigen Fällen durch [ɪ] ersetzbar. Beispiele:
  - Das ‚a‘ in about [əˈbaʊt]
  - Das ‚e‘ in synthesis [ˈsɪnθəsɪs] (im australischen und südafrikanischen Englisch sogar: [ˈsɪnθəsəs])
  - Das ‚i‘ in pencil [ˈpɛnsəl]
  - Das ‚o‘ in harmony [ˈhɑːmənɪ]
  - Das ‚u‘ in medium [ˈmiːdiəm]
  - Das ‚y‘ in syringe [səˈɹɪndʒ] (auch: [sɪˈɹɪndʒ])
  - Lincoln [ˈlɪŋkən]
  - parlour [ˈpɑːlə] (nicht in rhotischen Aussprachevarianten, zum Beispiel USA, diese haben für die Endung -er/-our/-or den „r-colored vowel“ [⁠ɚ⁠])

- Im Französischen ist das unbetonte akzentlose ‚e‘ meist ein (allerdings gerundetes) Schwa mit einem Anklang, der schon fast zu einem – wenn auch gehauchten, kurzen und offenen - ‚ö‘ hin tendiert. Beispiele:
  - Das ‚e‘ in menace [mə̹ˈnas]
  - Das ‚e‘ in secret [sə̹ˈkʀɛ]
  - Das ‚e‘ in reprise [ʀə̹ˈpʀiːz]

- Im Armenischen gibt es den Buchstaben ‚ը‘ für das Schwa. Er wird nur am Anfang einiger Wörter geschrieben (auch in zusammengesetzten Wörtern), und auch am Ende der Wörter, wo das Schwa den bestimmten Artikel bildet. In den übrigen Fällen wird das Schwa in der Schreibung nicht wiedergegeben.
  - ընկեր – ënker – [ənˈkeɹ] – Kamerad, Freund
  - դասընկեր – dasënker – [dasənˈkeɹ] – Schulkamerad, Schulfreund
  - անունը – anunë – [aˈnunə] – der Name
  - փսփսալ – p’sp’sal – [pʰəspʰəˈsal] – flüstern
  - սանր – sanr – [ˈsanəɹ] – Kamm
  - սպիտակ – spitak – [əspiˈtak] – weiß (Adj.)

- Im Russischen kommt dieser Laut als Realisierung der Phoneme /o/ und /a/ in unbetonten Silben (außer unmittelbar vor der betonten Silbe) vor:
  - корова — [kʌˈrovə], собака — [sʌˈbakə], молоко [məlʌˈko].

## Begriffsherkunft
Das Wort Schwa stammt aus dem Hebräischen, wo es das gleichnamige diakritische Zeichen „ְ “ bezeichnet; im modernen israelischen Hebräisch wird allerdings dieses Zeichen entweder [ɛ̝] oder gar nicht ausgesprochen. Die Benennung dieses Lautes als „Schwa“, statt „Schewa“, bezeichnet eben jenen ausgefallenen Laut, der gemäß dem hebräischen Original [ʃəˈwaː] zwischen „sch“ und „wa“ noch auszusprechen wäre.
Das hebräische Wort שְׁוָא (/šěwā’/ oder /ʃəˈvaʔ/, im modernen Hebräisch [ʃva]), bezeichnet im Hebräischen Alphabet ein Vokalisationszeichen, das als vertikales Punktpaar unter einem Konsonanten notiert wird (Beispiel: בְ; s. Schwa (Hebräisch)). Dieses Zeichen kennzeichnet im modernen Hebräischen entweder den Laut [ɛ̝] oder die völlige Abwesenheit eines Vokals, in älteren Formen des Hebräischen vermutlich verschiedene andere kurze Vokale. In Verbindung mit bestimmten Konsonanten hat sich aus dem Schwa ein a-, e- bzw. o-Laut entwickelt, der als Chatef-Patach, Chatef-Segol bzw. Chatef-Qametz bezeichnet wird und als Kombination des jeweiligen Vokalzeichens mit dem Schwa geschrieben wird; so zum Beispiel in der ersten Silbe des Wortes Adonaj (= Herr) – hier geht dem Vokal ein Glottisschlag voran.